# Communauté de communes du Pays de Perreux
La communauté de communes du Pays de Perreux est une ancienne communauté de communes française, située dans le département de la Loire en région Rhône-Alpes.

## Historique
Depuis le 1er janvier 2013, la communauté de communes s'est intégrée à la communauté d'agglomération Roannais Agglomération.

## Composition
Elle était composée des communes suivantes :
| Nom                      | Code Insee | Gentilé      | Superficie (km2) | Population (dernière pop. légale) | Densité (hab./km2) |
| ------------------------ | ---------- | ------------ | ---------------- | --------------------------------- | ------------------ |
| Perreux (siège)          | 42170      | Pariodins    | 41,35            | 2 221 (2014)                      | 54                 |
| Combre                   | 42068      | Combrisards  | 4,01             | 435 (2014)                        | 108                |
| Coutouvre                | 42074      | Coutouvrais  | 21,87            | 1 107 (2014)                      | 51                 |
| Montagny                 | 42145      | Montagnards  | 25,57            | 1 100 (2014)                      | 43                 |
| Notre-Dame-de-Boisset    | 42161      | Boscois      | 9,10             | 560 (2014)                        | 62                 |
| Parigny                  | 42166      | Parignyciens | 9,15             | 594 (2014)                        | 65                 |
| Saint-Vincent-de-Boisset | 42294      | Vincentinois | 4,11             | 906 (2014)                        | 220                |

## Sources
- Le SPLAF (Site sur la Population et les Limites Administratives de la France)
- La base ASPIC